# Рауль Домінгес
Рауль Джей Домінгес (ісп. Raul J. Dominguez, 15 квітня 1956) — колишній футбольний арбітр із США. Арбітр ФІФА з 1990 по 1998 рік. Судив зокрема матчі Золотого кубка КОНКАКАФ 1993 року, Кубка Америки 1995 року в Уругваї та молодіжного чемпіонату світу 1991 року в Португалії.

## Міжнародні матчі
| Дата       | Матч                       | Рахунок | Турнір                          | ЖК | YK · RK | RK |
| ---------- | -------------------------- | ------- | ------------------------------- | -- | ------- | -- |
| 03-02-1991 | Швейцарія — Колумбія       | 3 — 2   | Miami Cup                       | ?  | ?       | ?  |
| 25-03-1992 | Ірландія — Швейцарія       | 2 — 1   | Товариський матч                | ?  | ?       | ?  |
| 26-04-1992 | Бермудські Острови — Гаїті | 1 — 0   | Кваліфікація на чемпіонат світу | ?  | ?       | ?  |
| 31-05-1992 | Італія — Португалія        | 0 — 0   | US Cup                          | ?  | ?       | ?  |
| 02-08-1992 | Мексика — Колумбія         | 0 — 0   | LA Friendship Cup               | ?  | ?       | ?  |
| 15-11-1992 | Мексика — Гондурас         | 2 — 0   | Кваліфікація на чемпіонат світу | 5  | 0       | 1  |
| 18-07-1993 | Мексика — Канада           | 8 — 0   | Золотий кубок КОНКАКАФ 1993     | ?  | ?       | ?  |
| 09-07-1995 | Мексика — Венесуела        | 3 — 1   | Кубок Америки 1995              | ?  | ?       | 2  |
| 06-03-1996 | Колумбія — Гондурас        | 2 — 1   | Товариський матч                | ?  | ?       | 1  |
| 29-05-1996 | Колумбія — Шотландія       | 1 — 0   | Товариський матч                | ?  | ?       | ?  |
| 12-06-1996 | Мексика — Ірландія         | 2 — 2   | US Cup                          | 5  | 1       | 0  |
| 21-09-1996 | Гондурас — Мексика         | 2 — 1   | Кваліфікація на чемпіонат світу | 6  | 0       | 0  |
| 26-10-1996 | Гондурас — Ямайка          | 0 — 0   | Кваліфікація на чемпіонат світу | 1  | 0       | 0  |
| 07-08-1997 | США — Еквадор              | 0 — 1   | Товариський матч                | ?  | ?       | ?  |